# NGC 1802
NGC 1802 is een open sterrenhoop in het sterrenbeeld Stier. Het hemelobject werd op 7 december 1785 ontdekt door de Duits-Britse astronoom William Herschel.